# Monodelphis ronaldi
Monodelphis ronaldi e вид опосум от семейство Didelphidae. Наречен е на американския зоолог Ronald H. Pine.
Видът е описан едва през 2004 година и се среща единствено в национален парк Ману в Перу. Представителите му наподобяват на друг вид Monodelphis adusta представител на същия род. Консумират насекоми и малки гръбначни.